# Pesem Evrovizije 2015
Pesem Evrovizije 2015 je bilo jubilejno 60. tekmovanje za Pesem Evrovizije zapovrstjo. Izbor je potekal 19., 21. in 23. maja 2015 v mestu Dunaj. Avstrija je bila gostiteljica po zaslugi Conchite Wurst, ki je zmagala na izboru za Pesem Evrovizije 2014 s pesmijo »Rise Like a Phoenix«. Izbor je potekal v dvorani Wiener Stadthalle.
Zmagovalka je postala Švedska s skladbo »Heroes«, ki jo je zapel Måns Zelmerlöw. Švedska je bila (do 2018) edina država, ki je zmagala na Evroviziji dvakrat v enem desetletju, ter s tem dobila tudi več kot 300 točk (v primeru Loreen - 372 točk, v primeru Zëlmerowa 365 točk). Slovenski predstavnik, duo Maraaya, se je po preboju v finale (enem redkih, odkar so leta 2004 uvedli sistem s predtekmovanji) v finalu zasedel eno izmed vidnejših slovenskih uvrstitev – 14. mesto. Druga je bila Rusija, tretja pa Italija. Če bi se upoštevala samo volja gledalcev, bi prepričljivo zmagala Italija, Rusija bi bila druga, Švedska pa tretja.

## Države

### 1. polfinale
- Poleg držav, ki sodelujejo v 1. polfinalu, so lahko glasovale tudi Avstralija, Avstrija, Francija in Španija.
- Tekmovanje se je začelo 19. maja ob 21.00.

| #   | Država     | Jezik                  | Izvajalec                 | Skladba                | Prevod                | Uvrstitev | Točke |
| --- | ---------- | ---------------------- | ------------------------- | ---------------------- | --------------------- | --------- | ----- |
| 1.  | Moldavija  | angleščina             | Eduard Romanyuta          | "I Want Your Love"     | Hočem tvojo ljubezen  | 11.       | 41    |
| 2.  | Armenija   | angleščina             | Genealogy                 | "Face the Shadow"      | Sooči se s senco      | 7.        | 77    |
| 3.  | Belgija    | angleščina             | Loïc Nottet               | "Rhythm Inside"        | Notranji ritem        | 2.        | 149   |
| 4.  | Nizozemska | angleščina             | Trijntje Oosterhuis       | "Walk Along"           | Hodi ob meni          | 14.       | 33    |
| 5.  | Finska     | finščina               | Pertti Kurikan Nimipäivät | "Aina mun pitää"       | Vedno moram           | 16.       | 13    |
| 6.  | Grčija     | angleščina             | Maria Elena Kyriakou      | "One Last Breath"      | Še en zadnji dih      | 6.        | 81    |
| 7.  | Estonija   | angleščina             | Elina Born & Stig Rästa   | "Goodbye to Yesterday" | Slovo od včeraj       | 3.        | 105   |
| 8.  | Makedonija | angleščina             | Daniel Kajmakoski         | "Autumn Leaves"        | Jesensko listje       | 15.       | 28    |
| 9.  | Srbija     | angleščina             | Bojana Stamenov           | "Beauty Never Lies"    | Lepota nikoli ne laže | 9.        | 63    |
| 10. | Madžarska  | angleščina             | Boggie                    | "Wars for Nothing"     | Vojne za nič          | 8.        | 67    |
| 11. | Belorusija | angleščina             | Uzari & Maimuna           | "Time"                 | Čas                   | 12.       | 39    |
| 12. | Rusija     | angleščina             | Polina Gagarina           | "A Million Voices"     | Milijon glasov        | 1.        | 182   |
| 13. | Danska     | angleščina             | Anti Social Media         | "The Way You Are"      | Taka, kot si          | 13.       | 33    |
| 14. | Albanija   | angleščina             | Elhaida Dani              | "I'm Alive"            | Živa sem              | 10.       | 62    |
| 15. | Romunija   | angleščina, romunščina | Voltaj                    | "De la capat"          | Od začetka            | 5.        | 89    |
| 16. | Gruzija    | angleščina             | Nina Sublatti             | "Warrior"              | Bojevnica             | 4.        | 98    |

### 2. polfinale
- Poleg držav, ki sodelujejo v 2. polfinalu, so lahko glasovale tudi Avstralija, Nemčija, Italija in Velika Britanija.
- Tekmovanje se je začelo 21. maja ob 21.00

| #   | Država      | Jezik         | Izvajalec                          | Skladba                        | Prevod                            | Uvrstitev | Točke |
| --- | ----------- | ------------- | ---------------------------------- | ------------------------------ | --------------------------------- | --------- | ----- |
| 1.  | Litva       | angleščina    | Monika Linkytė & Vaidas Baumila    | "This Time"                    | Tokrat                            | 7.        | 67    |
| 2.  | Irska       | angleščina    | Molly Sterling                     | "Playing with Numbers"         | Igrati se s številkami            | 12.       | 35    |
| 3.  | San Marino  | angleščina    | Anita Simoncini & Michele Perniola | "Chain of Lights"              | Veriga luči                       | 16.       | 11    |
| 4.  | Črna gora   | črnogorščina  | Knez                               | "Adio"                         | Adijo                             | 9.        | 57    |
| 5.  | Malta       | angleščina    | Amber                              | "Warrior"                      | Bojevnik                          | 11.       | 43    |
| 6.  | Norveška    | angleščina    | Mørland & Debrah Scarlett          | "A Monster Like Me"            | Pošast kot jaz                    | 4.        | 123   |
| 7.  | Portugalska | portugalščina | Leonor Andrade                     | "Há um mar que nos separa"     | Ločuje naju morje                 | 14.       | 19    |
| 8.  | Češka       | angleščina    | Marta Jandová & Václav Noid Bárta  | "Hope Never Dies"              | Upanje nikoli ne umre             | 13.       | 33    |
| 9.  | Izrael      | angleščina    | Nadav Guedj                        | "Golden Boy"                   | Zlati fant                        | 3.        | 151   |
| 10. | Latvija     | angleščina    | Aminata                            | "Love Injected"                | Vbrizgana ljubezen                | 2.        | 155   |
| 11. | Azerbajdžan | angleščina    | Elnur Huseynov                     | "Hour of the Wolf"             | Ura volka                         | 10.       | 53    |
| 12. | Islandija   | angleščina    | Maria Olafs                        | "Unbroken"                     | Nezlomljena                       | 15.       | 14    |
| 13. | Švedska     | angleščina    | Måns Zelmerlöw                     | "Heroes"                       | Heroji                            | 1.        | 217   |
| 14. | Švica       | angleščina    | Mélanie René                       | "Time to Shine"                | Čas, da zasijem                   | 17.       | 4     |
| 15. | Ciper       | angleščina    | John Karayiannis                   | "One Thing I Should Have Done" | Ena stvar, ki bi jo moral storiti | 6.        | 87    |
| 16. | Slovenija   | angleščina    | Maraaya                            | "Here for You"                 | Tukaj zate                        | 5.        | 92    |
| 17. | Poljska     | angleščina    | Monika Kuszyńska                   | "In the Name of Love"          | V imenu ljubezni                  | 8.        | 57    |

### Finale
- Finale se je začel 23. maja ob 21.00.

| #   | Država           | Jezik                  | Izvajalec                       | Skladba                        | Prevod                            | Uvrstitev | Točke |
| --- | ---------------- | ---------------------- | ------------------------------- | ------------------------------ | --------------------------------- | --------- | ----- |
| 1.  | Slovenija        | angleščina             | Maraaya                         | "Here for You"                 | Tukaj zate                        | 14.       | 39    |
| 2.  | Francija         | francoščina            | Lisa Angell                     | "N'oubliez pas"                | Ne pozabite                       | 25.       | 4     |
| 3.  | Izrael           | angleščina             | Nadav Guedj                     | "Golden Boy"                   | Zlati fant                        | 9.        | 97    |
| 4.  | Estonija         | angleščina             | Elina Born & Stig Rästa         | "Goodbye to Yesterday"         | Slovo od včeraj                   | 7.        | 106   |
| 5.  | Velika Britanija | angleščina             | Electro Velvet                  | "Still in Love with You"       | Še vedno zaljubljen(a) vate       | 24.       | 5     |
| 6.  | Armenija         | angleščina             | Genealogy                       | "Face the Shadow"              | Sooči se s senco                  | 16.       | 34    |
| 7.  | Litva            | angleščina             | Monika Linkytė & Vaidas Baumila | "This Time"                    | Tokrat                            | 18.       | 30    |
| 8.  | Srbija           | angleščina             | Bojana Stamenov                 | "Beauty Never Lies"            | Lepota nikoli ne laže             | 10.       | 53    |
| 9.  | Norveška         | angleščina             | Mørland & Debrah Scarlett       | "A Monster Like Me"            | Pošast kot jaz                    | 8.        | 102   |
| 10. | Švedska          | angleščina             | Måns Zelmerlöw                  | "Heroes"                       | Heroji                            | 1.        | 365   |
| 11. | Ciper            | angleščina             | John Karayiannis                | "One Thing I Should Have Done" | Ena stvar, ki bi jo moral storiti | 22.       | 11    |
| 12. | Avstralija       | angleščina             | Guy Sebastian                   | "Tonight Again"                | Nocoj spet                        | 5.        | 196   |
| 13. | Belgija          | angleščina             | Loïc Nottet                     | "Rhythm Inside"                | Notranji ritem                    | 4.        | 217   |
| 14. | Avstrija         | angleščina             | The Makemakes                   | "I Am Yours"                   | Tvoj sem                          | 26.       | 0     |
| 15. | Grčija           | angleščina             | Maria-Elena Kyriakou            | "One Last Breath"              | Še en zadnji dih                  | 19.       | 23    |
| 16. | Črna gora        | črnogorščina           | Knez                            | "Adio"                         | Adijo                             | 13.       | 44    |
| 17. | Nemčija          | angleščina             | Ann Sophie                      | "Black Smoke"                  | Črn dim                           | 27.       | 0     |
| 18. | Poljska          | angleščina             | Monika Kuszyńska                | "In the Name of Love"          | V imenu ljubezni                  | 23.       | 10    |
| 19. | Latvija          | angleščina             | Aminata                         | "Love Injected"                | Vbrizgana ljubezen                | 6.        | 186   |
| 20. | Romunija         | angleščina, romunščina | Voltaj                          | "De la capăt"                  | Od začetka                        | 15.       | 35    |
| 21. | Španija          | španščina              | Edurne                          | "Amanecer"                     | Zora                              | 21.       | 15    |
| 22. | Madžarska        | angleščina             | Boggie                          | "Wars for Nothing"             | Vojne za nič                      | 20.       | 19    |
| 23. | Gruzija          | angleščina             | Nina Sublatti                   | "Warrior"                      | Bojevnica                         | 11.       | 51    |
| 24. | Azerbajdžan      | angleščina             | Elnur Hüseynov                  | "Hour of the Wolf"             | Ura volka                         | 12.       | 49    |
| 25. | Rusija           | angleščina             | Polina Gagarina                 | "A Million Voices"             | Milijon glasov                    | 2.        | 303   |
| 26. | Albanija         | angleščina             | Elhaida Dani                    | "I'm Alive"                    | Živa sem                          | 17.       | 34    |
| 27. | Italija          | italijanščina          | Il Volo                         | "Grande amore"                 | Velika ljubezen                   | 3.        | 292   |

## Ostale države

### Izvenevropsko sodelovanje
- Avstralija EBU (Evropska radiodifuzna zveza) je naznanila, da bo Avstralija v letu 2015 na evrovizijski oder stopila kot država tekmovalka, ki bo obravnavana enakopravno kot vse države sotekmovalke. Avstralija Pesem Evrovizije prenaša od leta 1983, prvič so svoje komentatorje pripeljali v Baku, leta 2012, leta 2013 so v Evropo poslali svojo »razglednico«, v Kobenhavnu leta 2014 pa je avstralske barve v spremljevalnem programu zastopala Jessica Mauboy. Leta 2015 so Avstralci v enakovreden boj poslala Guya Sebastiena.

### Uradno odstopile
- Andora - Andora se ne namerava vrniti na Evrovizijski oder.
- Ukrajina - zaradi finančnih razlogov je odstopila Ukrajina, ki je bila od leta 2004 redna udeleženka.
- Bosna in Hercegovina - Kljub morebitnemu povratku je svojo udeležbo Bosna zavrnila zaradi finančnih težav.
- Lihtenštajn - Lihtenštajn se želi pridružiti Evroviziji, vendar ni član EBU.
- Luksemburg - Kljub petim zmagam je Luksemburg odpovedal povratek na ESC.
- Monako - Monako se ne namerava vrniti na Evrovizijo.
- Slovaška - Slovaška se ne namerava vrniti na Evrovizijski oder zaradi premajhne gledanosti.
- Turčija - Turčija se ne bo Pesmi Evrovizije ponovno pridružila leta 2016
- Hrvaška - Zaradi finančnih težav in slabih uvrstitev v prejšnjih letih je Hrvaška odpovedala sodelovanje na Evroviziji.
- Bolgarija - po oddaji neobvezujoče prijave se je zadnji dan premislila in uradno ne sodeluje.
- Maroko - Maroko se ne udeležuje Evrovizije od leta 1980.